# Задорожный, Александр Станиславович
Александр Задорожный — российский писатель-фантаст, член Союза писателей России.

## Биография
Александр Задорожный родился 22 января 1970 года в семье известных Санкт-Петербургских скульпторов Станислава Константиновича Задорожного и Тамары Викторовны Дмитриевой (Тавиди).
Образование: Санкт-Петербургский государственный университет
информационных технологий, механики и оптики
(Санкт-Петербургский национальный исследовательский университет информационных технологий, механики и оптики c 7 октября 2009).
Год выпуска: 1992 (недоступная ссылка)
Специальность: Технология оптического приборостроения.
Участие в проектах: «Буран», «Фобос».
Семейное положение: жена, дочь.
Первые публикации в соавторстве с писателем-фантастом Димитрием Близнецовым — в журналах «Калейдоскоп НЛО» № 23-п (1997) рассказ «Этот тяжёлый день» и «Приключения и фантастика» (1999) повесть «Тайна зелёного кристалла».
Первый большой роман, также в соавторстве с Д. В. Близнецовым, вышел в издательстве «ЭКСМО» в 2000 г.
К концу 2011 года вышло 11 романов в жанре космоопера с элементами киберпанка и пост-апокалиптизма, детектива, вестерна и фэнтези, а зачастую и смешения жанров, с неотъемлемой долей пародии и тонкого юмора в каждом из них, с честью пополнивших Список произведений в жанре космической оперы романов, сериал «Скайт Уорнер» — единственный в мире сериал о приключениях космических частных пилотов по найму, свободных пилотах-предпринимателях.
Написан, но, к сожалению, пока не издан роман в жанре параллельной реальности — «Свитки судьбы» и роман в жанре космооперы «Убойная работа».

## Интервью
- Десять лет «Звёздному стипль-чезу»
- [fantast.forum24.ru// форум на персональном сайте писателя Александра Задорожного]
- «Место суперкомпьютерных технологий в научной фантастике», альманах «Суперкомпьютерное образование в мире», 2011, стр.13—19